# سماء واحدة
سماء واحدة، رواية من تأليف الكاتبة الفلسطينية ليانة بدر، صدرت عام 2007 عن دار الساقي. 

## ملخص الرواية
تبدأ أحداث الرواية بشخصية رئيسية تعيش في حالة صراع داخلي بين جذورها القديمة وهويتها الجديدة. تجد الشخصية نفسها متنقلة بين أماكن وثقافات مختلفة، باحثة عن نقطة توازن بين الماضي والمستقبل. تنقسم الرواية إلى عدة فصول، تتنقل فيها الحبكة بين الحاضر والماضي، ما يتيح للقارئ فهم الخلفية الثقافية والاجتماعية التي أثرت على الشخصية 
تتطور الأحداث بشكل تدريجي، حيث تواجه الشخصية تحديات متعددة تتعلق بالانتماء والتكيف، إلى جانب علاقات معقدة مع أفراد آخرين يعيشون تجارب مشابهة. من خلال لقاءاتها ومحادثاتها مع شخصيات أخرى، تبدأ في إعادة تعريف مفاهيمها حول الوطن، والأسرة، والحب، والحرية. تسير الرواية في خط سردي غير خطي، مما يجعل القارئ يتنقل بين مراحل مختلفة من حياة الشخصية، كاشفًا عن الدوافع العميقة وراء قراراتها وسلوكها.

## المواضيع الرئيسية
1. الهوية والانتماء: تتناول الرواية مسألة الهوية بشكل عميق، حيث تسلط الضوء على ما يعنيه أن يكون الفرد منتميًا إلى ثقافة أو مجتمع معين، وكيف تؤثر التجارب والهجرات والتنقلات على تشكيل هوية الفرد. الشخصية الرئيسية تجد نفسها في حالة دائمة من البحث عن الذات، متأرجحة بين ثقافتين أو أكثر، وهو موضوع يعكس تجربة العديد من الأفراد في عالمنا المعاصر.
2. الصراع الداخلي والخارجي: الرواية تعكس بشكل دقيق الصراعات النفسية التي يمر بها الفرد عند مواجهته لقرارات مصيرية، سواء كانت تتعلق بالمكان الذي ينتمي إليه، أو العلاقات التي يجب أن يحافظ عليها أو يتركها. كما تبرز الرواية التحديات الخارجية التي تواجهها الشخصيات، مثل النظرة المجتمعية للأفراد الذين يعيشون بين ثقافات متعددة
3. التقاليد مقابل الحداثة: تطرح الرواية تساؤلات حول كيفية التوازن بين احترام التقاليد والانفتاح على الحداثة. الشخصيات تجد نفسها أمام مفترق طرق بين التمسك بالموروث الثقافي والتكيف مع أسلوب حياة جديد، مما يجعل الرواية تعكس جدلية مستمرة في المجتمعات الحديثة
4. العلاقات الإنسانية: بالإضافة إلى القضايا الفكرية والاجتماعية، تركز الرواية على العلاقات الإنسانية وتعقيداتها. من خلال الحوارات العميقة والمواقف الحياتية المختلفة، تستكشف الرواية طبيعة العلاقات بين الأصدقاء، والعائلة، والعشاق، ومدى تأثير البيئة الثقافية على تلك العلاقات.[3]

## تحليل الرواية
تعتمد سماء واحدة على أسلوب روائي يتميز بالجمع بين السرد الواقعي والرمزية، حيث توظف الكاتبة عناصر الطبيعة والمكان لتعكس مشاعر الشخصيات وحالاتها النفسية. على سبيل المثال، يتم استخدام صور السماء والمطر والرياح كرموز للتغيرات الداخلية التي تمر بها الشخصية.  
من حيث البناء الروائي، تعتمد الرواية على استخدام تعدد الأصوات السردية، مما يسمح للقارئ برؤية الأحداث من وجهات نظر مختلفة. هذا الأسلوب ساعد في تقديم فهم أعمق للصراعات التي تواجهها الشخصيات، كما منح الرواية طابعًا متماسكًا ومعقدًا في آنٍ واحد. إضافة إلى ذلك، فإن استخدام تقنية "الفلاش باك" أثرى النص ووضح كيف تؤثر التجارب الماضية على الحاضر.

## التصنيف الروائي
يمكن تصنيف سماء واحدة ضمن الأدب الاجتماعي والواقعي، حيث تسلط الضوء على قضايا الإنسان في ظل التحولات الثقافية والاجتماعية. تناقش الرواية موضوع الهوية والانتماء، من خلال شخصية تعيش في حالة بحث دائم عن ذاتها، وهو موضوع متكرر في الأدب الذي يعالج تجربة الشتات والاغتراب.
كما تنتمي الرواية إلى أدب الهجرة والمنفى، حيث تعكس تجربة الفلسطينيين الذين اضطروا إلى ترك أوطانهم والعيش في أماكن مختلفة، مما أثر على هوياتهم وأفكارهم. تقدم الرواية تصويرًا دقيقًا للصراعات النفسية التي تنشأ عند محاولة التوفيق بين التقاليد والحداثة، وهي ثنائية تُناقش كثيرًا في الأدب العربي الحديث. 
بالإضافة إلى ذلك، يمكن اعتبار الرواية ضمن الأدب النسوي، حيث تتمحور حول شخصية نسائية تعاني من تحديات تتعلق بالهوية والاستقلالية، في ظل القيود الاجتماعية والثقافية. تعكس الرواية تجربة المرأة في مواجهة الضغوط المجتمعية، وهو موضوع بارز في كتابات ليانة بدر، التي تهتم بتصوير النساء الفلسطينيات في الشتات والتحديات التي يواجهنها.